# Roblox
Roblox este un joc video multiplayer și un motor grafic care le permite utilizatorilor să-și creeze propriile jocuri și să joace o varietate largă de jocuri create de alți utilizatori. Este disponibil pe platformele Microsoft Windows, MacOS, Xbox One, iOS și Android. Din aprilie 2019, Roblox are peste 90 de milioane de utilizatori activi în fiecare zi. Începând cu 30 iunie 2022, Roblox a atins o nouă treaptă de 52,2 milioane de utilizatori activi zilnic.

## Vedere de ansamblu

### Roblox Studio
Roblox este o platformă care le permite utilizatorilor să-și dezvolte propriile jocuri video folosind limbajul Lua și motorul grafic Roblox Studio. Utilizatorii pot vinde obiecte virtuale care oferă avantaje în jocul lor și, de asemenea, microtranzacții, prin intermediul uneltelor puse la dispoziția dezvoltatorilor. Monedele virtuale pot fi transformate în bani reali, care sunt depozitați în conturile creatorilor de jocuri. Pentru a face acest lucru, ei trebuie să aibă peste 13 ani și să dețină un abonament plătit numit Premium și un minim de 100.000 de monede în cont, ceea ce va rezulta în obținerea a 350 de dolari.

### Jucătorii
Roblox le permite jucătorilor să cumpere, să vândă și să creeze obiecte virtuale. Hainele pot fi cumpărate de oricine deține o anumită sumă de robux și pot fi vândute gratis dacă jucătorii sunt membrii Premium sau la 10 Robux dacă nu sunt. 
Robux este moneda virtuală care le permite utilizatorilor să cumpere diverse obiecte sau haine. Jucătorii pot obține Robux prin achiziționarea cu bani reali sau prin vinderea unor obiecte, cum ar fi haine. Membrii Premium primesc lunar 450 sau 1000 de Robux. Oficialii Roblox susțin că platforma se apropie rapid de YouTube și Netflix, în termeni de conținut consumat de copiii de sub 13 ani.

### Robux
Robux este moneda virtuală folosită pe platformă. Aceasta permite jucătorilor să cumpere diverse articole și sunt obținute prin achiziționarea printr-o monedă reală, printr-un abonament Premium și de la alți jucători prin producerea și vânzarea de conținut virtual în Roblox. Înainte de 2016, Roblox avea o altă monedă, Tix (prescurtarea de la „Tickets”), care a fost întreruptă în aprilie a aceluiași an. Robux achiziționat prin vânzarea de conținut generat de utilizatori poate fi schimbat într-o monedă reală prin sistemul Developer Exchange.

### Evenimente
Roblox organizează ocazional atât evenimente în viața reală cât și evenimente virtuale, la care toți utilizatorii pot câștiga obiecte sau haine, prin îndeplinirea anumitor sarcini. Cu această ocazie, sunt promovate și anumite jocuri de pe Roblox. Uneori, evenimentele virtuale sunt susținute de sponsori, de cele mai multe ori companii cunoscute, cum ar fi Disney.

## Conferințe
Începând din 2011, compania a organizat conferințe în mai multe orașe, unde comunitatea a avut posibilitatea de a întălni echipa Roblox și de a lua parte la diverse activități.

### Raliul Roblox 2011
Prima convenție a fost organizată la muzeul Exploratorium din orașul american San Francisco, California. Toți participanții au primit un prânz gratuit, un poster, un tricou și o sticlă cu apă. Scopul conferinței a fost acela de a le oferi posibilitatea jucătorilor să se întâlnească unul cu celălalt în viața reală, să discute despre Roblox, să le adreseze îtnrebări angajaților, și să afle despre viitoare actualizări ale jocului. Unul dintre cele mai importante actualizări care au fost discutate aici a fost noul teren care urma să fie implementat în studioul de creație Roblox. Biletele au costat 10 dolari, iar participanții de sub 12 ani au trebuit să aibă un însoțitor de peste 16 ani.

### Conferința Roblox 2012
A doua întâlnire oficială a avut loc în Santa Clara Convention Center, în Santa Clara, California, tot în Statele Unite Ale Americii, pe 14 iulie 2012. Jucătorii care au fost prezenți au primit un poster și un șnur cu inscripția Roblox, iar cei care au cumpărat biletele înainte de o anumită dată au beneficiat de alte obiecte speciale.

### BLOXcon 2013
Conferința BLOXcon 2013 a fost prima întâlnire desfășurată în afara Californiei. Evenimentul a fost împărțit în mai convenții diferite. Prima convenție a fost organizată pe 13 iulie 2013, la Museum of Science and Industry, în Chicago, Illinios. Ce-a dea doua convenție, BloxCON London, a avut loc la muzeul Royal Air Force în Londra, Anglia. A treia conferință a fost găzduită în New York, Statele Unite Ale Americii, pe 10 august 2013. Ultima convenție, numită Virtual Bloxcon 2013, a fost anunțată pentru 21 septembrie 2013. Scopul acesteia a fost de a le oferi posibilitatea tuturor celor care nu au participat la celelalte conferințe să poată face acest lucru. Această ultimă conferință s-a desfășurat online, jucătorii interacționând în timp real cu angajații Roblox.

### Roblox Developers Conference 2015
Au fost organizate alte 3 conferințe Roblox în anul 2015, în San Francisco, Atlanta și Europa. Prima conferință, intitulată RDC West, a avut loc în San Francisco, între 6 și 8 martie 2015. După aceea, au urmat conferințele RDC East, în Atlanta, și RDC Europe. La conferințele RDC au participat doar dezvoltatorii celor mai importante jocuri de pe Roblox, care au avut nevoie de o invitație. Acestea au fost primele trei conferințe la care accesul a fost limitat. Au fost eligibili doar dezvoltatorii care au contribuit cu un joc semnificativ pe platformă, cunoscut foarte bine în rândul utilizatorilor. Participanții au avut posibilitatea de a-și împărtăși ideile, iar jocurile lor au fost prezentate în cadrul evenimentelor.

### Roblox Developers Conference 2017
În 2016, conferința RDC 2016 a fost organizată în San Jose, fiind anunțați 200 de participanți. Au fost discutate actualizările pentru mobil, un nou concept pentru aspectul jucătorilor numit R-15, și alte actualizări importante. În 2017, au fost stabilite două locații pentru Roblox Developers Conference 2017. Prima conferință a avut loc în același loc ca în anul precedent, San Jose, între 21 și 23 iulie 2017. Scopul a fost acela de a îi învăța pe creatorii de jocuri pe platforma Roblox principiile dezvoltării unui joc. A doua conferință s-a desfășurat la YouTube Space, în Londra, Anglia, între 4 și 5 august. A fost organizat un turneu și chiar un concurs, unde participanții au trebuit să colaboreze pentru a crea un joc într-un timp limitat.

## Evoluție
Versiunea beta a jocului a fost creată în 2004 de co-fondatorul David Baszucki în 2004 și se numea Goblocks și Dynablocks. La 30 ianuarie 2004, el a schimbat din numele Dynablocks în Roblox, pentru că ar fi greu de pronunțat și scris. Platforma a fost lansată pentru dispozitivele mobile la 11 decembrie 2012. Începând cu 1 octombrie 2013, compania le-a permis dezvoltatorilor să transforme monedele virtuale Robux în bani reali. Pe 15 martie 2015, Roblox a anunțat că va dezactiva sistemul de tichete. Acesta le permitea utilizatorilor să facă achiziții în joc fără a plăti bani reali.
Începând din aprilie 2019, Roblox a depășit numărul de 90 de milioane de utilizatori activi în fiecare zi.
Începând cu 30 iunie 2022, Roblox a atins un nou record de 52,2 milioane de utilizatori activi zilnic.
Platforma Roblox are peste 32 de milioane de jocuri la 30 iunie 2022.
Începând cu 30 iunie 2022, există peste 12 milioane de creatori pe platforma Roblox.

## Critici și controverse

### Conținut inadecvat
Roblox a fost criticat pe scară largă pentru sistemul său de filtrare a mesajelor. Deși sistemul de filtrare al Roblox, Community Sift, cenzurează și elimină cele mai multe mesaje și conținut inadecvat, unele pot totuși să evite sistemul. Pentru a combate aceste probleme, Roblox are 1.600 de oameni care lucrează pentru a elimina astfel de conținut de pe platformă. Roblox oferă setări de confidențialitate; părinții pot limita persoanele pe care le poate contacta un utilizator, pot restricționa accesul la serverele private și pot activa controlul parental.
Deși conținutul sexual este interzis pe Roblox, platforma a fost criticată puternic pentru prezența unor jocuri și imagini cu caracter sexual explicit. Acest conținut include articole precum cluburi sexuale virtuale și cluburi de noapte, creatorii acestui conținut comunicând în mare parte prin platforme terțe care nu pot fi reglementate de moderatorii Roblox. O investigație din 2020 a Fast Company a constatat că conținutul sexual era încă răspândit pe Roblox, încercările moderatorilor de a-l elimina fiind asemănătoare cu „un joc de whack-a-mole”, deși s-a constatat că situația s-a îmbunătățit în ultimii ani anteriori raportului.

### Acuzații despre încurajarea consumerismului
Roblox a fost criticat pentru că le-ar facilita copiilor cheltuirea unor sume mari de bani prin microtranzacții, ceea ce a condus la numeroase cazuri în care copiii au cheltuit sume mari de bani pe platformă fără știrea părinților, și ștergând conturile jucătorilor care solicită rambursări pentru plățile cu Robux prin băncile lor, emitenții de carduri sau alte companii terțe. Profesoara Jane Juffer de la Universitatea Cornell a acuzat Roblox că încurajează consumerismul la copii.
În aprilie 2022, Truth in Advertising a depus o plângere împotriva Roblox la Comisia Federală pentru Comerț pentru marketing înșelător, în principal nereușind să dezvăluie când există publicitate, cum ar fi jocurile publicitare și ambasadorii mărcii. Ca răspuns, în martie 2023, Roblox a început să ascundă reclamele în cazul utilizatorilor sub 13 ani.

## Venituri
În timpul Conferinței Dezvoltatorilor Roblox din 2017, oficialii au vorbit despre cum creatorii de jocuri de pe platformă au obținut în total venituri de peste 30 de milioane de dolari în 2017. Un dezvoltator a reușit să-și acopere costurile pentru universitatea Duke University cu veniturile obținute datorită jocului său de pe Roblox.
Jailbreak este jocul care a reușit să adune în fiecare zi zeci de mii de jucători conectați în același timp, având încă din prima 75.000 de utilizatori conectați simultan.

## Jucării
În ianuarie 2017, Jawares, o fabrică de jucării, a început să colaboreze cu Roblox pentru a produce minifigurine, similare cu minifigurinele Lego. Fiind asemănătoare, acestea au de asemenea accesorii care se pot transfera de la o figurină la alta. Toate seturile de minifigurine Roblox includ un cod care poate fi folosit pentru a obține obiecte virtuale pe platformă.

## Premii
Roblox a primit următoarele premii:
- Inc. 5000 List of America's Fastest-Growing Private Companies (2016, 2017)[58][59]
- San Mateo County Economic Development Association (SAMCEDA) Award of Excellence (2017)[60]
- San Francisco Business Times' Tech & Innovation Award – Gaming/eSports (2017)[61]